# School of Rock
School of Rock ist eine Filmkomödie mit Jack Black aus dem Jahr 2003. Das auf Black zugeschnittene Drehbuch stammt von seinem Freund Mike White, der auch als Schauspieler beteiligt ist. Der Regisseur war Richard Linklater. In Deutschland erschien der Film erst 2004.

## Handlung
Dewey Finn wird kurz vor dem größten lokalen Rock-Festival, dem „Battle of the Bands“, aus seiner eigenen Band geworfen. Seine Kollegen waren von Deweys selbstverliebten Bühnenauftritten genervt. Sein zweites Problem: Patty, die Freundin seines Kumpels und Vermieters Ned Schneebly, erhöht den Druck auf Dewey, weil er seine Miete seit Jahren nur sehr unregelmäßig bezahlt. Ned hatte einst mit Dewey in einer Metal-Band gespielt. Patty stellt Ned vor die Wahl: Entweder er sorgt dafür, dass Dewey sich an der Miete beteiligt, oder sie werde ihn verlassen. Es wird also eng für Dewey, zumal körperliche Arbeit für ihn nicht in Frage kommt und er keine besonderen Qualifikationen vorzuweisen hat. Für ihn gibt es nur eine wichtige Sache in seinem Leben, den Rock. Seiner Ansicht nach „kämpft er an vorderster Front und befreit die Menschen mit seiner Musik“.
Doch die Rettung naht in Form eines Telefonats. Als er eines Tages einen Anruf für Ned entgegennimmt, wird diesem ein Job als Aushilfslehrer an einer Privatschule angeboten. Da Ned gerade nicht da ist und der Job schnelles Geld verspricht, das Dewey dringend für seine Nachzahlung der Miete braucht, gibt er sich kurzerhand als Ned aus und nimmt den Job an.
Zu Beginn seiner inoffiziellen Tätigkeit verfolgt Dewey die Strategie, nur seine Zeit abzusitzen und das Geld zu kassieren. Als er aber zufällig mitbekommt, wie die Schüler Musikunterricht haben, bemerkt er, dass diese ihre Instrumente perfekt beherrschen. Nun hat er eine Vision: Dewey will aus den Kindern eine Band formen und mit ihnen beim Battle of the Bands mitmachen. Dies würde die Rache an seiner alten Band bedeuten. Dazu kreiert er ein neues, geheimes Unterrichtsfach: Rockmusik!
Dewey beginnt, die Kinder nach ihrem Talent in ihre Rollen einzuteilen. Er besetzt den klassischen Gitarristen Zack Mooneyham als Leadgitarristen, Freddy Jones als Schlagzeuger, die Cellistin Katie am Bass, den Pianisten Lawrence am Keyboard und sich selbst als Leadsänger und Rhythmusgitarrist. Neben den Musikern rekrutiert er Security-Leute, Lichtdesigner, Kostüm-Schneider und schließlich die anfänglich sehr skeptische Klassensprecherin Summer als Bandmanagerin.
Um den Kindern Rock ’n’ Roll näherzubringen, schweift Dewey weit in die Geschichte des Rock ’n’ Roll aus. Anhand von Musikvideos wird das Verhalten auf der Bühne geschult, zum Beispiel der berühmte Windmühlen-Arm von Pete Townshend. An einem mit Kreide auf die Schultafel gezeichneten Stammbaum erklärt Dewey epochale Bands wie die Ramones, Black Sabbath und Led Zeppelin sowie fein verästelte Subgenres des Rock ’n’ Roll. Als Hausaufgabe gibt der unkonventionelle Lehrer den Jungmusikern alte stilprägende Rock-CDs mit nach Hause, damit sie die Feinheiten ihrer Instrumente besser verstehen lernen.
Auch unterweist Dewey die Kinder im rebellischen Denken, indem er alle Autoritätspersonen als Bosse (im Original „The Man“) darstellt, gegen die es zu rebellieren gilt. Die Schülerband gibt sich den Namen „School of Rock“ und möchte bei ihrem ersten Auftritt – eine Anspielung auf das legendäre Bühnenoutfit von Angus Young – ihre Schuluniformen tragen. Es gibt jedoch einige Rückschläge, verursacht durch die konservativen Eltern. Auch ein als Lehrausgang getarnter Ausflug zum Battle of the Bands scheitert an den strengen Regeln der Direktorin, Rosalie Mullins (obwohl Dewey sie im angetrunkenen Zustand schon überredet hatte).
Kurz vor dem Abschlussevent des Wettbewerbs beginnt die Sache aufzufliegen: Der Gehaltsscheck ist natürlich auf Ned Schneebly ausgestellt; als dieser bei der Schule nachfragen will, muss Dewey ihm die Wahrheit gestehen. Am Elternabend kommt es zur Eskalation. Patty ruft die Polizei. Dewey gesteht alles und flüchtet aus der Schule. Natürlich kommt es bei den Eltern zu Tumulten.
Am nächsten Tag resümieren die Kids die vergangenen drei Wochen und beschließen, am Battle of the Bands teilzunehmen. Summer, die immer mehr ihre Qualitäten als Managerin entdeckt, organisiert den „Lehrausgang“, Dewey wird von zu Hause abgeholt und der Auftritt findet statt. Die Eltern, die von alledem erfahren (während sie der Direktorin die Hölle heiß machen), eilen ebenfalls zur Show, um ihre Kinder zu retten, und erleben mit, was diese vollbracht haben. Die Gesichter der Eltern erhellen sich und die Leistung wird akzeptiert. Leider gewinnt School of Rock den Wettbewerb nicht und auch nicht die 20.000 Dollar. Der Preis geht an „No Vacancy“ (Deweys alte Band), aber immerhin will das Publikum eine Zugabe. Dewey und die Kids haben es geschafft – sie haben die bestmögliche Rockshow dargeboten.
Der Film endet schließlich mit der Gewissheit, dass Dewey die School of Rock als Schulprojekt im Nachmittagsunterricht weiterführen kann. Als Projekt wird hier schon den Kleinsten Rock ’n’ Roll nähergebracht. Auch Ned findet zu seinen Wurzeln als Rockmusiker zurück und hilft beim Schulprojekt.

## Synchronisation
Die deutsche Synchronfassung entstand bei der Bavaria Synchron in München. Johannes Keller schrieb das Dialogbuch, Oliver Rohrbeck führte Regie und Friedemann Benner übernahm die musikalische Leitung.
| Rolle                | Darsteller          | Synchronsprecher       |
| -------------------- | ------------------- | ---------------------- |
| Dewey Finn           | Jack Black          | Tobias Meister         |
| Rosalie Mullins      | Joan Cusack         | Philine Peters-Arnolds |
| Ned Schneebly        | Mike White          | Kim Hasper             |
| Patty Di Marco       | Sarah Silverman     | Ghadah Al-Akel         |
| Summer, Managerin    | Miranda Cosgrove    | Adak Azdasht           |
| Zack, Gitarrist      | Joey Gaydos Jr.     | Nils Zachler           |
| Freddy, Schlagzeuger | Kevin Clark         | Filipe Pirl            |
| Katie, Bassistin     | Rivkah Reyes        | Kristina Tietz         |
| Lawrence, Keyboarder | Robert Tsai         | David Hellwig          |
| Tomika, Leadsängerin | Maryam Hassan       | Rubina Nath            |
| Alicia, Sängerin     | Aleisha Allen       | Shadi Saee             |
| Marta, Sängerin      | Caitlin Hale        | Leyla Rohrbeck         |
| Billy, Bandstylist   | Brian Falduto       | Joseph Rebling         |
| Gordon, Beleuchter   | Z Infante           | Leon Herting           |
| Frankie, Security    | Angelo Massagli     | Kevin Jay El Naim      |
| Leonard, Security    | Cole Hawkins        | Adrian Kilian          |
| Michelle, Groupie    | Jordan-Claire Green | Shalin Rogall          |
| Eleni, Groupie       | Veronica Afflerbach | Chantal Preissler      |

## Kritik
„Die naive Geschichte eines Außenseiters, der seine romantische Vorstellung vom rebellischen Leben unbedarften Schülern nahebringt, ist vor allem eine One-Man-Show für den agilen Hauptdarsteller, der in Form einer klassischen Aufsteigerstory die Funktion einer nostalgischen Verklärung zukommt.“

## Auszeichnungen
Jack Black wurde unter anderem für den Golden Globe als bester Darsteller in einem Comedy- oder Musikfilm nominiert. Black hat sich den MTV Movie Award für beste schauspielerische Leistung in einem Komödienfilm erarbeitet.
Die Deutsche Film- und Medienbewertung FBW in Wiesbaden verlieh dem Film das Prädikat „besonders wertvoll“.

## Einspielergebnis
Bei Produktionskosten von ca. 35 Millionen Dollar betrug das weltweite Einspielergebnis knapp über 131 Millionen Dollar.

## Trivia
- Alle Kinder spielen ihre Instrumente selbst und sind im realen Leben Musiker.[7][8]
- Regisseur Richard Linklater hat in dem Film einen kleinen Gastauftritt: In der Szene, in der Dewey, Ned und dessen tyrannische Freundin Patty in der gemeinsamen WG-Küche sitzen, zückt Dewey ein altes Foto seiner früheren Heavy-Metal-Band, auf dem er zusammen mit Ned und einem dritten Mann zu sehen ist. Alle drei haben bleich geschminkte Gesichter und schwarz umrandete Augen. Der Mann in der Mitte auf dem Foto ist Richard Linklater, er stellt den Schlagzeuger dar.[9]
- In einer Szene hält Dewey Finn vor der Schulklasse eine wutentbrannte Standpauke, in der er den Musiksender MTV verunglimpft, da dieser Sender angeblich den Rock ’n’ Roll kaputtgemacht habe. Das Drehteam hatte große Bedenken, dass diese Stelle der Zensur zum Opfer fallen könnte, weil die für den Spielfilm verantwortliche Produktionsfirma Paramount Pictures genau wie MTV zu dem Medienunternehmen Viacom gehört. Ungeachtet dessen wurde Jack Black mit dem MTV Movie Award ausgezeichnet.
- Der Schauspieler Frank Whaley, der 1991 den Gitarristen Robby Krieger in dem Film The Doors mimte, hat in School of Rock einen kleinen Auftritt als leitendes Jury-Mitglied beim Battle of the Bands.
- Als Dewey und Mrs. Mullins nach ihrer kleinen Kneipen-Tour wieder zurück zur Schule fahren, fängt im Van die Schuldirektorin an, ihre Unzufriedenheit über ihr graues Leben zu beklagen. Ursprünglich küsste Mrs. Mullins am Ende dieses Dialogs Dewey. Diese Szene wurde allerdings später herausgeschnitten, da sich sonst erschwerte Probleme im Handlungsfluss ergeben hätten: Ein inniger Kuss hätte auf eine sich entwickelnde Liebe zwischen Mrs. Mullins und Dewey hingedeutet, worauf der Filmstab aber verzichten wollte.
- The Mooney Suzuki schrieben den Titelsong zu School of Rock, der im Film als Komposition des schüchternen Schülers Zack Mooneyham ausgegeben wird. The Mooney Suzuki selbst sind in einem Cameo-Auftritt zu sehen.
- Der Spielfilm wurde sowohl von dem bekannten Gitarren-Hersteller Gibson, als auch von dem Verstärker-Hersteller Marshall gesponsert. Fast alle Instrumente oder Verstärker, die von den Schauspielern verwendet werden, stammen von diesen beiden Firmen. Nur der Bass, den Katie verwendet, ist ein Framus 5/149 Star Bass.
- School of Rock ist einer der wenigen Spielfilme, die einen Song von Led Zeppelin verwenden dürfen; in diesem Fall den Immigrant Song.
- Den Soundtrack nahmen die Beteiligten im Tonstudio „Echo Canyon“, das der Band Sonic Youth gehört, in New York City auf. Der mittlerweile aus der Band ausgestiegene Jim O’Rourke stand dem Film als Musikberater intensiv zur Seite.
- Ein vergleichbarer Film mit ähnlicher Handlung, in der ein unkonventioneller Lehrer in einem pädagogischen Experiment über die Macht der Musik den Zugang zu Schülern sucht, ist das Sozialdrama Die Kinder des Monsieur Mathieu von 2004.
- In Bezug auf die Gestaltung von Filmplakat und DVD/BluRay-Hüllencover verwendete die Produktionsfirma für den Filmtitel den identischen roten Schrifttyp des traditionsreichen amerikanischen Musikmagazins Rolling Stone, von dem es seit Herbst 1994 einen deutschen Ableger gibt.
- Vergleichbar mit einem echten Schulleben organisieren die Hauptdarsteller regelmäßig ein Klassentreffen. Zum zehnjährigen Jubiläum der Veröffentlichung des Musikfilms fand 2013 eine Vorführung von „School of Rock“ in Austin, Texas in Anwesenheit von Regisseur Richard Linklater und Schauspielerin Miranda Cosgrove statt, verbunden mit einer Musikperformance auf einer Bühne.[10]

## Soundtrack
Der Soundtrack zum Film wurde von Jack Black, Richard Linklater, Randall Poster und Scott Rudin produziert und am 30. September 2003 auf dem Label Atlantic Records veröffentlicht. Er wurde bei den Grammy Awards 2004 in der Kategorie „Bestes zusammengestelltes Soundtrackalbum für Film, Fernsehen oder visuelle Medien“ nominiert, unterlag in der Preisvergabe allerdings dem Soundtrack zum Film Chicago.
1. School of Rock – School of Rock – 4:14
2. Jack Black – Your Head and Your Mind and Your Brain (Dialog) – 0:36
3. The Who – Substitute – 3:47
4. No Vacancy – Fight – 2:35
5. The Doors – Touch Me – 3:10
6. Jack Black – I Pledge Allegiance to the Band… (Dialog) – 0:49
7. Cream – Sunshine of Your Love – 4:10
8. Led Zeppelin – Immigrant Song – 2:23
9. The Black Keys – Set You Free – 2:44
10. Stevie Nicks – Edge of Seventeen – 5:26
11. No Vacancy – Heal Me, I’m Heartsick – 4:46
12. The Darkness – Growing on Me – 3:29
13. T. Rex – Ballrooms of Mars – 4:08
14. Jack Black – Those Who Can’t Do… (Dialog) – 0:41
15. Ramones – My Brain Is Hanging Upside Down (Bonzo Goes to Bitburg) – 3:53
16. Wylda Rattz – T.V. Eye (Stooges-Cover) – 5:22
17. School of Rock – It’s a Long Way to the Top (If You Wanna Rock’n’Roll) (AC/DC-Cover) – 5:51

## Fortsetzung
Im Juli 2008 gab Jack Black die Absicht bekannt, eine Fortsetzung des Überraschungserfolgs zu drehen. Die Regie sollte erneut Richard Linklater übernehmen. Dewey Finn (Black) sollte einer Gruppe Problem-Jugendlicher in den Ferien die Wurzeln von Blues, Rap, Country und Rock nahebringen. Drehbuchautor Mike White schrieb das Skript, das den Titel „School of Rock 2: America Rocks“ trug, In einem Interview sagte Black 2012 jedoch, dass dieses Projekt vorerst nicht umgesetzt werden wird. Laut ihm wollte er den Film nicht ohne den ursprünglichen Drehbuchautor White und Regisseur Linklater machen, konnte sich mit diesen jedoch nicht auf ein Skript einigen.

## Adaptionen

### Musical
2015 kam der Filmstoff als Musical auf die Bühne. Die Musik zu School of Rock stammt von Andrew Lloyd Webber, die Liedtexte von Glenn Slater und das Buch von Julian Fellowes. Die Uraufführung fand am 9. November 2015 am New Yorker Broadway im Winter Garden Theatre statt. Die deutschsprachige Erstaufführung des Musicals erfolgte am 9. September 2023 am Landestheater in Linz. In Deutschland wurde School of Rock erstmals am 25. April 2025 am Staatstheater in Kassel aufgeführt.

### TV-Serie
2014 gab der amerikanische Kinder-Fernsehsender Nickelodeon eine gleichnamige Serien-Adaption des Films in Auftrag. Bereits vor Produktionsbeginn bestellte der Sender eine gesamte Staffel mit 13 Episoden. Nach Beginn der Ausstrahlung der Serie im März 2016 verlängerte der Sender die Serie nach nur vier ausgestrahlten Folgen um eine zweite, ebenfalls 13-teilige, Staffel.